# (5703) Hevelius
(5703) Hevelius (1931 VS) – planetoida z pasa głównego asteroid okrążająca Słońce w ciągu 4 lat i 56 dni w średniej odległości 2,58 au. Została odkryta 15 listopada 1931 roku w Landessternwarte Heidelberg-Königstuhl w Heidelbergu przez Karla Reinmutha. Nazwa planetoidy została nadana na cześć polskiego astronoma Jana Heweliusza. Planetoida ma średnicę 5,859 km i albedo 0,390. Obrotu wokół osi dokonuje w 3,4566 godz.